# Traudl Junge
Gertraud "Traudl" Junge, född Gertraud Humps den 16 mars 1920 i München i Bayern i Tyskland, död 11 februari 2002 i München i Bayern i Tyskland, var Adolf Hitlers privatsekreterare mellan 1942 och 1945. Hon gifte sig 1943 med SS-officeren Hans-Hermann Junge (1914–1944), som stupade i strid. Junge arbetade vid Führerns sida i Berlin, i Berghof i Berchtesgaden och i ”Varglyan” i Ostpreussen. Efter 1945 höll hon en låg profil; hon fortsatte att arbeta som sekreterare men lät sig intervjuas om tiden i ledarbunkern i tv-dokumentärserien The World at War (1973). Junges självbiografi I Hitlers tjänst (2002), samt Joachim Fests bok Undergången (2002), ligger till grund för filmen Undergången (2004).

## Porträtt i media
Traudl Junge har porträtterats av följande skådespelare i filmer och TV-produktioner.
- Wanda Moore i ITV Saturday Night Theatre.[8]
- Ann Lynn i Hitlers sista dagar (Hitler: The Last Ten Days).
- Sarah Marshall i The Bunker.
- Alexandra Maria Lara i Undergången (Der Untergang).
- Stacy Hart i Uncle Adolf.
- Jasleen i Gandhi to Hitler.